# پنینگتون (ویسکانسین)
پنینگتون (به انگلیسی: Pennington) یک منطقهٔ مسکونی در ایالات متحده آمریکا است که در شهرستان پرایس، ویسکانسین واقع شده‌است. پنینگتون ۴۷۰٫۰۱ متر بالاتر از سطح دریا واقع شده‌است.